# Győző Martos
Dans le nom hongrois Martos Győző, le nom de famille précède le prénom, mais cet article utilise l’ordre habituel en français Győző Martos, où le prénom précède le nom.
Győző Martos (né le 15 décembre 1949 à Budapest en Hongrie) est un joueur de football international hongrois, qui évoluait au poste de défenseur.

## Biographie

### Carrière en sélection
Avec l'équipe de Hongrie, il joue 34 matchs (pour aucun but inscrit) entre 1977 et 1983. 
Il joue son premier match le 15 mars 1977 contre l'Iran et son dernier le 1er juin 1983 face au Danemark.
Il figure dans le groupe des sélectionnés lors des Coupe du monde de 1978 et de 1982. Lors du mondial 1978, il joue contre l'Argentine, l'Italie et la France. En 1982, il joue contre le Salvador, l'Argentine et la Belgique.

## Palmarès
Vasas
| - Championnat de Hongrie (1) : - Champion : 1975-76. - Vice-champion : 1972-73, 1973-74 et 1978-79. - Coupe de Hongrie (4) : - Vainqueur : 1971-72, 1973-74, 1975-76 et 1977-78. - Finaliste : 1978-79. |  | - Coupe d'Europe des vainqueurs de coupe : - Finaliste : 1974-75. |